# La Joia Tour
La Joia Tour (también conocido adicionalmente como La Joia: 24 Karats Tour), fue la cuarta gira de conciertos de la cantante catalana Bad Gyal. La gira comenzó el 22 de mayo de 2022 en la ciudad catalana de Viladecans, España. A partir de 2024, una reedición del tour, La Joia: 24 Karats Tour, se realizó en apoyo a su álbum debut La Joia (2024). El tour finalizó el 19 de octubre de 2024 en Miami, Estados Unidos. 

## Antecedentes
En 2021, el 3 de junio fue publicado el cartel del festival Primavera Sound y NOS Primavera Sound. El 23 de diciembre, fue anunciada su participación en el Girona Music Festival.
En 2022, el 19 de enero se anunció su concierto en el festival Puro Latino El Puerto de Santa María.El 22 de enero, su cuncierto en Tarragona fue anunciado.El viernes 3 de marzo, se anunció su concierto en Úbeda.El 9 de marzo se anunció su concierto en el festival Puro Latino Torremolinos 2022.El 21 de marzo, fue anunciado su concierto en Pamplona, para mayo de ese mismo año.El 23 de marzo, se anunció su concierto en el Puro Reggateon 2022.El 22 de mayo, la gira se pre-estrenó en el Auditorio de Viladecans. El 28 de abril, fue publicado el cartel del festival Primavera Sound de Argentina, Brasil y Chile.El 4 de mayo, Bad Gyal anunció a través de sus redes sociales, sus dos conciertos más multitudinarios, en Barcelona y Madrid.Fue anunciada cabeza de cartel del Bigsound de Valencia, el 25 de mayo.El 24 de junio, se anunció su concierto en Zaragoza, para ese mismo año, como parte de las Fiestas del Pilar.Más tarde, el 29 de junio, se publicó el cartel completo del festival Arenal Sound.El 14 de octubre se publicó el cartel completo del festival Boombastic Asturias 2023.El 12 de diciembre, se anunció como cabeza de cartel en el festival Boombastic Canarias 2023.Dos días más tarde, fue anunciada como cabeza de cartel del mismo festival en Alicante.El 20 de diciembre, fue de las primeras confirmadas para el festival PortAmérica 2023.
En 2023, el 16 de enero, la artista se sumó al cartel del Concert Music Festival, de Chiclana de la Frontera.El 26 de enero, fue de las primeras confirmadas para el Cabaret Festival Latino de Sevilla.El 13 de febrero se sumó al cartel del festival Sónar 2023.El 20 de marzo se publicó el cartel del Mallorca Live Fest 2023.El 9 de mayo, se anunció la actuación de la artista en el "O Marisquiño" en Castrelos 2023 durante el mes de agosto. El 3 de julio, anunció su concierto en Ciudad de México.El 6 de octubre de 2023, anunció la etapa de la gira  "La Joia Fall Tour 2023"  y sus fechas.
El 23 de noviembre de 2023, la cantante publicó en redes sociales las fechas de la extensión de la gira, esta vez bajo el nombre "La Joia: 24 Karats Tour 2024".El 15 de diciembre, debido a la alta demanda, anunció una segunda fecha en Madrid.En 2024, el 7 de febrero a través de Instagram, agregó nuevas las fechas de la gira.El 26 de enero, se anunció su participación en el festival Reggeton Beach, en Alemania.El 14 de abril, se publicó el cartel del Festival Roskilde.Cuatro días más tarde, el 18 de abril, se anunció su concierto en Amsterdam como parte del Festival Latino Gang.

## Repertorio

### 2022
La lista de canciones se corresponde a la del 22 de mayo de 2022 en Viladecans. No representa todos los espectáculos de la gira.[cita requerida]
1. «Blin Blin»
2. «Slim Thick»
3. «Pussy»
4. «Su Payita (Gramos)»
5. «Gasto»
6. «Tu Eres un Bom Bom (Remix)»
7. «Chulo»
8. «Hookah»
9. «Tremendo Culón»
10. «44»
11. «Aprendiendo el Sexo»
12. «Candela»
13. «Perdió este Culo»
14. «Santa María»
15. «Iconic»
16. «Flow 2000 (Remix)»
17. «Judas»
18. «Zorra»
19. «Yo Sigo Igual»
20. «Do You Mind»
21. «La Prendo»
22. «Sexy»
23. «Nueva York (Tot*)»
24. «Alocao»
25. «Fiebre»

### 2023
Esta lista se corresponde a los conciertos celebrados en Barcelona y Madrid en febrero de 2023. No representa todos los espectáculos de la gira.
1. «Blin Blin» / «Slim Thick»
2. «Pussy» / «Su Payita (Gramos)» / «Gasto»
3. Canción inédita / «Tu Eres un Bom Bom (Remix)» / «Chulo»
4. «Hookah» / «Tremendo Culón» / «44»
5. «Aprendiendo el Sexo» / Canción inédita
6. «Candela» / «Perdió este Culo»
7. «Santa María» / «Iconic»
8. «Flow 2000 (Remix)» / «Bobo» / Canción inédita / «Pop Pop»
9. «Formosa (Remix)»
10. Canción inédita / «Zorra» (Con elementos de Survivor)
11. «Skit» / Canción inédita / «Chulo»
12. «Yo Sigo Igual» / Canción inédita
13. «Real G» / «La Prendo»
14. «Sexy» (Versión extendida)
15. «Nueva York (Tot*)» (Con elementos de Ripgroove)
16. Canción inédita / «Alocao»
17. «Fiebre»

### 2024
Esta lista presenta el repertorio, durante la etapa española, de la reedición del tour en 2024. No representa todos los conciertos de la gira.
1. «La que no se mueva» / «Perdió este culo» (Megamix) / «KÁRMIKA»
2. «Sin carné» / «Pop Pop»
3. «Hookah» / «Tremendo culón»
4. «44» / «Así soy»
5. «Bota niña» / «Bad Boy» / «Ghetto Princess»
6. «Aprendiendo el sexo» / «Mi lova»
7. «Flow 2000» / «Bobo» / «Enamórate»
8. «Yo sigo igual» / «Give Me»
9. «La prendo» / «Real G»
10. «Qué rico»
11. «Mercadona» /  «Zorra» (Con elementos de Survivor)
12. «Blin blin» / «Slim Thick»
13. «Pussy» / «Su payita (Gramos)» / «Gasto»
14. «Skit»
15. «Sexy» (Versión extendida)
16. «Nueva York (Tot*)» (Con elementos de Ripgroove)
17. «Otra vez más»
18. «Santa María»
19. «Tú eres un Bom Bom (Remix)» / «Chulo pt.2»
20. «Fiebre»

## Fechas
| Fecha            | Ciudad                   | País           | Recinto                                 |
| ---------------- | ------------------------ | -------------- | --------------------------------------- |
| 22 de mayo       | Viladecans               | España         | Auditorio Atrium                        |
| 26 de mayo       | Pamplona                 | España         | Sala Zentral                            |
| 28 de mayo       | Londres                  | Reino Unido    | Electric Brixton                        |
| 2 de junio       | Barcelona                | España         | Parc del Fòrum                          |
| 9 de junio       | Barcelona                | España         | Parc del Fòrum                          |
| 11 de junio      | Oporto                   | Portugal       | Parque da Cidade                        |
| 19 de junio      | Palma                    | España         | Son Fusteret                            |
| 2 de julio       | Tarragona                | España         | Tarraco Arena                           |
| 8 de julio       | Gerona                   | España         | Estadio de Montilivi                    |
| 9 de julio       | Valencia                 | España         | Ciudad de las Artes y las Ciencias      |
| 16 de julio      | Torremolinos             | España         | Recinto Ferial de Torremolinos          |
| 21 de julio      | Barbate                  | España         | Puerto de Barbate                       |
| 23 de julio      | Llanera                  | España         | Jardines Feriales de Llanera            |
| 30 de julio      | La Coruña                | España         | Expocoruña                              |
| 5 de agosto      | El Puerto de Santa María | España         | Recinto Ferial Las Banderas             |
| 7 de agosto      | Burriana                 | España         | Playa del Arenal                        |
| 13 de agosto     | Budapest                 | Hungría        | Isla de Óbuda                           |
| 19 de agosto     | Benidorm                 | España         | Ciudad Deportiva Guillermo Amor         |
| 9 de septiembre  | Nueva York               | Estados Unidos | Elsewhere                               |
| 16 de septiembre | Los Ángeles              | Estados Unidos | Echoplex                                |
| 18 de septiembre | Los Ángeles              | Estados Unidos | Parque Estatal Histórico de Los Ángeles |
| 8 de octubre     | Cáceres                  | España         | Recinto Hípico de Cáceres               |
| 14 de octubre    | Zaragoza                 | España         | Espacio Zity                            |
| 4 de noviembre   | São Paulo                | Brasil         | Audio Club                              |
| 6 de noviembre   | São Paulo                | Brasil         | Parque de Anhembi                       |
| 10 de noviembre  | Santiago                 | Chile          | Teatro Coliseo                          |
| 12 de noviembre  | Santiago                 | Chile          | Parque Bicentenario de Cerrillos        |
| 13 de noviembre  | Buenos Aires             | Argentina      | Parque de Los Niños                     |
| 27 de noviembre  | Ciudad de México         | México         | Autódromo Hermanos Rodríguez            |
| 30 de noviembre  | Ciudad de México         | México         | Auditorio BB                            |
| 2 de diciembre   | Monterrey                | México         | Parque Fundidora                        |

| 11 de febrero   | Barcelona                  | España      | Palau Sant Jordi                      |
| 17 de febrero   | Madrid                     | España      | Wizink Center                         |
| 7 de abril      | Alicante                   | España      | Multiusos Rabasa                      |
| 18 de mayo      | Calviá                     | España      | Antiguo Aquaparc de Calviá            |
| 3 de junio      | Simancas                   | España      | Instalaciones Deportivas Los Pinos    |
| 10 de junio     | Madrid                     | España      | Ciudad del Rock                       |
| 17 de junio     | Barcelona                  | España      | Fira Gran Via                         |
| 24 de junio     | Las Palmas de Gran Canaria | España      | Anexo Estadio de Gran Canaria         |
| 1 de julio      | Roquetas de Mar            | España      | Recinto Ferial de Roquetas de Mar     |
| 6 de julio      | Frauenfeld                 | Suiza       | Frauenfeld Allmend                    |
| 8 de julio      | Úbeda                      | España      | Recinto Ferial de Úbeda               |
| 20 de julio     | Llanera                    | España      | Jardines de Llanera                   |
| 22 de julio     | Murcia                     | España      | Plaza de Toros                        |
| 10 de agosto    | Vigo                       | España      | Parque de Castrelos                   |
| 12 de agosto    | Fuengirola                 | España      | Castillo Sohail                       |
| 15 de agosto    | Chiclana de la Frontera    | España      | Poblado de Sancti Petri               |
| 2 de septiembre | Salamanca                  | España      | Espacio MAS                           |
| 8 de septiembre | Mairena del Aljarfe        | España      | Recinto Hípico de Mairena del Aljarfe |
| 13 de octubre   | Ciudad de México           | Mexico      | Pepsi Center                          |
| 3 de noviembre  | Oslo                       | Noruega     | Sala Rockefeller                      |
| 18 de noviembre | San Juan                   | Puerto Rico | Balneario de Carolina                 |
| 30 de noviembre | Santiago                   | Chile       | Movistar Arena                        |
| 2 de diciembre  | Lima                       | Peru        | Teatro Leguía                         |
| 7 de diciembre  | Buenos Aires               | Argentina   | C Complejo Art Media                  |
| 8 de diciembre  | Buenos Aires               | Argentina   | C Complejo Art Media                  |

| 2 de febrero  | Zaragoza         | España         | Pabellón Príncipe Felipe       |
| 9 de febrero  | Barcelona        | España         | Palau Sant Jordi               |
| 17 de febrero | La Coruña        | España         | Coliseum de La Coruña          |
| 16 de marzo   | Bilbao           | España         | Bilbao Arena                   |
| 21 de marzo   | Bogotá           | Colombia       | Parque Simón Bolivar           |
| 24 de marzo   | Ciudad de México | México         | Parque Bicentenario            |
| 6 de abril    | Madrid           | España         | Wizink Center                  |
| 7 de abril    | Madrid           | España         | Wizink Center                  |
| 12 de abril   | Valencia         | España         | Plaza de Toros de Valencia     |
| 13 de abril   | Granada          | España         | Plaza de Toros de Granada      |
| 3 de mayo     | Londres          | Reino Unido    | O2 Forum Kentish Town          |
| 4 de mayo     | París            | Francia        | Sala Pleyel                    |
| 24 de mayo    | Nueva York       | Estados Unidos | Avant Gardner                  |
| 26 de mayo    | Chicago          | Estados Unidos | Grant Park                     |
| 30 de mayo    | San Francisco    | Estados Unidos | The Midway                     |
| 1 de junio    | Los Ángeles      | Estados Unidos | The Novo                       |
| 6 de junio    | Miami            | Estados Unidos | LIV                            |
| 28 de junio   | Ámsterdam        | Países Bajos   | N1 Park                        |
| 29 de junio   | Bruselas         | Bélgica        | L'atomium                      |
| 6 de julio    | Roskilde         | Dinamarca      | Campo de Festivales            |
| 19 de octubre | Miami            | Estados Unidos | Mana Wynwood Convention Center |

### Conciertos cancelados
| Fecha                   | Ciudad     | País       | Motivo                 | Ref.   |
| ----------------------- | ---------- | ---------- | ---------------------- | ------ |
| 15 de julio de 2022     | Madrid     | España     | Festival cancelado.    |        |
| 1 de septiembre de 2023 | Santander  | España     | Festival cancelado.    |        |
| 10 de diciembre de 2023 | Bogotá     | Colombia   | Festival cancelado.    |        |
| 22 de marzo de 2024     | San José   | Costa Rica | Problemas de seguridad | [ 42 ] |
| 18 de mayo de 2024      | Düsseldorf | Alemania   | Festival cancelado     |        |